# 陸軍导弹戰略司令部

韩国陸軍导弹戰略司令部

陸軍导弹戰略司令部（韓語：육군미사일전략사령부，简写），韩国陆军本部直属的司令部，它驻扎在江原特別自治道原州市，运营韩国的弹道导弹“玄武”。2006年成立韩国陆军导弹战略司令部。
根据韩国国防改革2020计划，于2006年9月28日在忠清北道陰城郡成立。它的成立是为了有效指挥和控制弹道导弹这一战略武器，以应对针对北韩大城市和主要目标的打击和弹道导弹。
2014年4月1日，韩国国防部将导弹司令部（유도탄사령부）重组为导弹司令部（미사일사령부），并于4月5日向媒体通报。他解释说，为了应对朝鲜日益进步的技术能力，需要开发和拥有导弹，并进行了重组，建立了韩国导弹防御系统（KAMD）和核导弹“杀伤链”检测系统。
2022年4月扩编为导弹战略司令部，司令员军衔由少将改为中将。